# Quốc-Cộng hợp tác

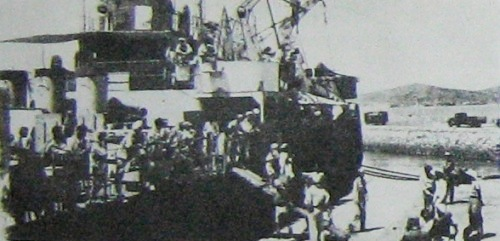
Quân đội của Cộng sản Đảng được tàu của Hoa Kỳ chở từ Quảng Đông lên Sơn Đông.

Quốc Cộng hợp tác (tiếng Trung: 國共合作) chỉ sự liên minh giữa Trung Hoa Quốc Dân Đảng và Trung Quốc Cộng sản Đảng trong các thời kỳ 1924-1927 và 1937-1945.
Thời kỳ liên minh thứ nhất nhằm dẹp các quân phiệt chống lại chính quyền non trẻ của Tôn Trung Sơn. Thời kỳ này bắt đầu từ Đại hội toàn quốc lần thứ nhất của Quốc Dân Đảng vào tháng 1 năm 1924 và kết thúc vào tháng 4 năm 1927 với sự kiện Chính biến Thượng Hải 1927. Hai đảng đã liên minh với nhau thực hiện cuộc Bắc phạt (1926-1928) mặc dù năm 1926, Tưởng Giới Thạch đã tiến hành bắt cóc, đàn áp, giết hại hàng loạt đảng viên của Cộng sản Đảng.
Thời kỳ liên minh thứ hai nhằm kháng chiến chống quân Nhật xâm lược Trung Quốc. Sự liên minh này được thúc đẩy bởi sự thúc ép của Liên Xô và Hoa Kỳ. Tháng 9 năm 1937, Trung Hoa Dân quốc thừa nhận địa vị hợp pháp của Cộng sản Đảng. Sau khi Quốc Cộng quan hệ được nối lại, Quốc Dân Đảng đã ký với Liên Xô hiệp ước không xâm phạm lẫn nhau năm 1937 và nhận được sự giúp đỡ cả về vật chất lẫn nhân lực của Liên Xô. Quân đội của Cộng sản Đảng thì nhận được thêm sự giúp đỡ của Hoa Kỳ.